# Velji Lug
Velji Lug är ett samhälle i Bosnien och Hercegovina.   Det ligger i entiteten Republika Srpska, i den östra delen av landet, 80 km öster om huvudstaden Sarajevo. Velji Lug ligger 524 meter över havet och antalet invånare är 156.
Terrängen runt Velji Lug är kuperad åt sydost, men åt nordväst är den bergig. Runt Velji Lug är det ganska tätbefolkat, med 67 invånare per kvadratkilometer.. Närmaste större samhälle är Višegrad, 3,3 km söder om Velji Lug. 
I omgivningarna runt Velji Lug växer i huvudsak blandskog.